# Axicorp
Die Axicorp GmbH (Eigenschreibweise: axicorp) ist eine deutsche Holdinggesellschaft, deren Tochtergesellschaften sich vor allem mit dem Reimport und Parallelimport von EU-Arzneimitteln sowie dem Vertrieb von Eigenmarken befassen. Der Unternehmensgruppe (axicorp Group) mit Sitz im hessischen Friedrichsdorf sind drei Tochterunternehmen untergeordnet. Mehrheitseigner ist die bayerische Dermapharm-Gruppe.

## Geschichte
Das Unternehmen Axicorp wurde 2002 in Bad Homburg gegründet. Im Jahr 2005 erreichten die Umsätze aus Parallelimporten, Reimporten und Generika-Vertrieb der eigenen Produktlinie axcount 25 Millionen Euro. Dabei belieferte das Unternehmen etwa 6100 deutsche Apotheken. 2006 zog das Unternehmen mit seinen fast 150 Mitarbeitern von Bad Homburg nach Friedrichsdorf um.
Anfang 2008 übernahm das indische Biotechnologie-Unternehmen Biocon, geführt von der Milliardärin Kiran Mazumdar-Shaw, die Mehrheit an Axicorp. 2010 erreichte der Unternehmensumsatz 162 Millionen Euro. 2011 kaufte Axicorp die Anteile von Biocon zurück und wurde kurzzeitig wieder eigenständig, bis 2012 die Dermapharm-Gruppe die Mehrheit übernahm.
2019 führte Axicorp die neue OTC-Dachmarke axicur zur Vermarktung rezeptfreier Medikamente ein.

## Unternehmen und Produkte
Der Name Axicorp ist eine Zusammensetzung aus dem griechischen Axios für Wert und dem englischen Corp für Corporations. Die hessische Unternehmensgruppe wird von Hans-Georg Feldmeier und Katharina Reineck geleitet und besteht aus den folgenden Einzelunternehmen:

### Axicorp GmbH
Die Axicorp GmbH fungiert als Holdinggesellschaft für die gesamte Unternehmensgruppe. Dazu gehören die axicorp Pharma GmbH, die axicorp Pharma B.V. und die remedix GmbH.

### axicorp Pharma GmbH
Die axicorp Pharma GmbH ist eine hundertprozentige Tochter der Axicorp GmbH und sitzt ebenfalls in Friedrichsdorf. Bei dieser Gesellschaft ist das Hauptgeschäft von Axicorp, der Import von EU-Arzneimitteln, angesiedelt. Außerdem zählt zu ihrem Geschäftsbereich der Vertrieb von OTC-Arzneimitteln: Dabei handelt es sich um die Generika-Produktreihen ibutop und axicur, die über Apotheken vertrieben werden. Dazu zählen rezeptfreie Schmerztabletten, Protonenpumpenhemmer, Antiallergika und Peristaltikhemmer.

### axicorp Pharma B.V.
Das niederländische Tochterunternehmen wurde 2011 gegründet. Es ist für die Umverpackung der Importarzneimittel zuständig.